# Evil Art
Evil Art – drugie demo polskiej grupy muzycznej Hate. Wydawnictwo ukazało się w 1994 roku nakładem wytwórni muzycznej Loud Out Records. Strona A kasety została zarejestrowana w 1993 roku w Izabelin Studio we współpracy z inżynierem dźwięku Piotrem Smiałkowskim. Sesja nagraniowa odbyła się w składzie Adam "ATF Sinner" Buszko (wokal, gitara), Piotr "Mittloff" Kozieradzki (perkusja), Daniel (gitara basowa, wokal) oraz Andrzej "Quack" Kułakowski (gitara).
Strona B została nagrana w warszawskim Powerplay Studio w 1992 roku. Sesja nagraniowa odbyła się w składzie Adam "ATF Sinner" Buszko (wokal, gitara), Piotr "Mittloff" Kozieradzki (perkusja), Marcin "Martin" Russak (gitara basowa, wokal) oraz Andrzej "Quack" Kułakowski (gitara).

## Lista utworów
Opracowano na podstawie materiału źródłowego.
| Nr | Tytuł utworu         | Słowa      | Muzyka | Długość |
| -- | -------------------- | ---------- | ------ | ------- |
| 1. | „Purificated”        | ATF Sinner | Hate   | 02:56   |
| 2. | „Convocation”        | ATF Sinner | Hate   | 02:57   |
| 3. | „Evil Art”           | ATF Sinner | Hate   | 02:46   |
| 4. | „Living Sacrifice”   | ATF Sinner | Hate   | 01:56   |
| 5. | „Sweet Death”        | ATF Sinner | Hate   | 03:09   |
| 6. | „Demigod”            | ATF Sinner | Hate   | 02:22   |
| 7. | „Abhorrence”         | ATF Sinner | Hate   | 04:07   |
| 8. | „Psalm of Suffering” | ATF Sinner | Hate   | 04:19   |
|    |                      |            |        | 24:32   |